# Starý židovský hřbitov v Náchodě
Starý židovský hřbitov se nacházel do roku 1943 v ulici Českých bratří ve městě Náchod v Královéhradeckém kraji.

## Historie a popis
Ve městě jsou známy dva židovské hřbitovy, starý a nový. Založení starého hřbitova se datuje do druhé poloviny 16. století, v 17. století pak došlo k jeho rozšíření. Využíval se až do roku 1925, kdy byl zřízen hřbitov nový. V místech, kde se hřbitov nacházel, tedy na křižovatce ulic Českých bratří a Na Hamrech, je dnes udržovaný park. Některé stély byly zachovány přemístěním na nový hřbitov.
Po druhé světové válce existenci hřbitova připomínala pouze prostá pamětní deska, v roce 2014 tam město umístilo pamětní desku na památku židovským spoluobčanům, jejichž náhrobky byly v době 2. světové války zdevastovány nacisty. Nově instalovaná informační tabule obsahuje fakta o historii místa a projektu, díky němuž bylo pietní místo obnoveno. Park je volně přístupný.
U parku stojí i bývalá obřadní síň, čp. 748, z roku 1661 připomínající kdysi početnou náchodskou židovskou komunitu. Majitelem objektu je pražská židovská obec.
Ve městě stávala také synagoga, jež byla v 18. a 19. století přestavována a roku 1964 došlo ke jejímu zboření.